# Obléhání Port Arturu
Obléhání Port Arturu (japonsky 旅順攻囲戦, Ryojun Kōisen; rusky Оборона Порт-Артура, Oborona Port-Artura) byla nejdelší a nejnáročnější operace v průběhu rusko-japonské války 1904–1905. Během bojů bylo představeno mnoho vojenských novinek, které byly ve velkém použity během první světové války (houfnice, ostnatý drát, zákopy, rádiová komunikace nebo pozemní miny).

## Předcházející události
V 19. století expandovali Rusové na Dálný východ a Japonci jen velice nelibě nesli jejich ambice v jižním Mandžusku a severní Koreji. Ruské diplomacii se v roce 1898 podařilo Čínskému císařství vnutit 25letý pronájem poloostrova Liao-tung se strategickým přístavem Port Arthur na jeho jihu. Tichooceánské loďstvo získalo nezamrzající přístav a výchozí bod pro kontrolu nad Žlutým mořem, Korejským zálivem a částí čínského pobřeží. Poslední kapkou bylo pro Japonce ruské rozhodnutí, že budovaná Transsibiřská magistrála povede přes jižní Mandžusko a Port Arthur bude na ni přímo napojen.

### Stručný popis celého konfliktu
Válka začala 8. února 1904, kdy japonské námořnictvo zaútočilo bez vyhlášení války na Tichomořskou flotu u Port Arthuru. Dvoudenní bitva (více: Bitva u Port Arthuru) skončila bez vítěze, ale Japoncům se podařilo získat bojovou iniciativu, zatímco ruské síly vyčkávaly v přístavu. Ruské pasivity zručně využila japonská 1. armáda, která se vylodila na Korejském poloostrově a po vítězné bitvě na řece Jalu v květnu 1904 se vrhla do Mandžuska. Po zajištění přístavu Pi-c-wo se 4. května 1904 vylodila i japonská 2. armáda, a to za pouhého přihlížení carských jednotek. Japonci 9. května přerušili železnici z Port Arthuru a 15. května i všechny ostatní pozemní cesty.
Port Arthur se sice ocitl odříznut od hlavních ruských sil v Mandžusku, ale carské jednotky nadále držely strategickou horu Nan-šan, která ležela v nejužším místě poloostrova a stála v přímé cestě k přístavu Dalnyj (dnešní město Ta-lien). Bitva o horu Nan-šan vzplála 24. května 1904 a skončila i přes vytrvalý odpor ruských obránců jejich porážkou. Rusové následně bez boje opustili Dalnyj a stáhli se k Port Arthuru. Japonci mezi 28. a 30. květnem obsadili opuštěný přístav, kde se nerušeně vylodila 3. armáda.

## Bitva o přístav

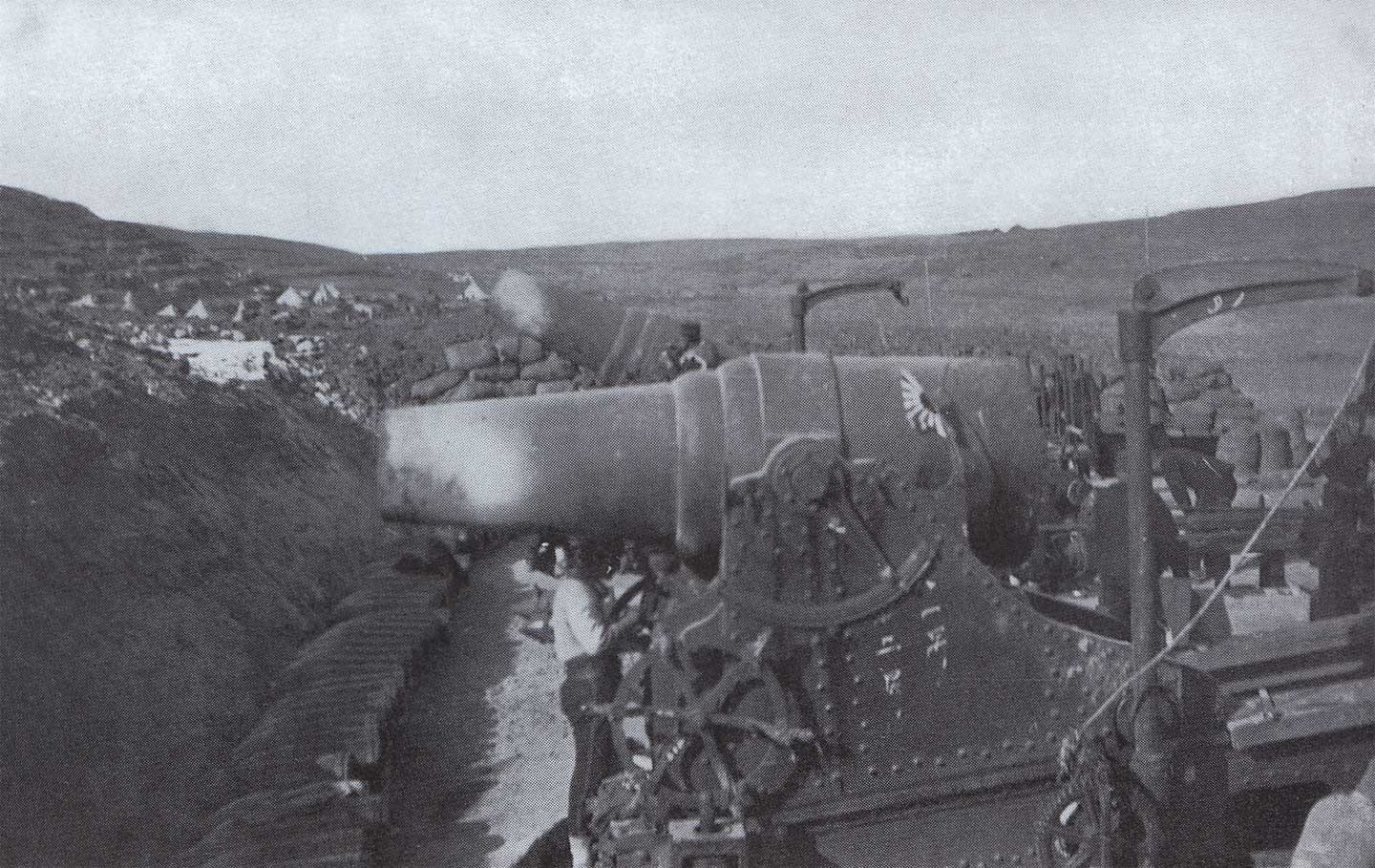
Japonská houfnice na pozici u Port Arthuru

### První útok – srpen 1904
V srpnu 1904 intenzita bojů poklesla. Japonci byli vyčerpáni nestálými bojůvkami a Rusové vyčkávali na útok v obranných liniích pevnosti. Generál Nogi nabídl generálu Stesselovi, aby kapituloval, ale jeho nabídka byla razantně odmítnuta. Japonci po neúspěšném vyjednávání naplánovali první útok na pevnost, který se měl uskutečnit na konci srpna 1904. Po zkušenostech z první čínsko-japonské války se generál Nogi rozhodl zaútočit na nejlépe chráněný úsek frontové line (tj. Fort II a Fort III), odkud měl přímý přístup k městu. Čínskou obrannou linii v roce 1894 přímým útokem prorazil a k velkému překvapení celého světa dobyl Port Arthur po prvním útoku. Atak započal klamným výpadem v jiné části fronty 19. srpna. Japonci si od operace slibovali přesun ruských jednotek z Fortu II a III do oblasti klamného útoku. Následně 21. srpna začal přímý útok na ruskou obrannou linii. Rusové s vypětím všech sil pozice udrželi a 25. srpna bylo rozhodnuto o stažení japonských jednotek. Útočící jednotky ztratily na 16 000 mužů a japonská armáda přešla na taktiku dlouhodobého obléhání. Byly vystavěny systémy tunelů a zákopů s ostnatým drátem.

### Druhý útok – září 1904

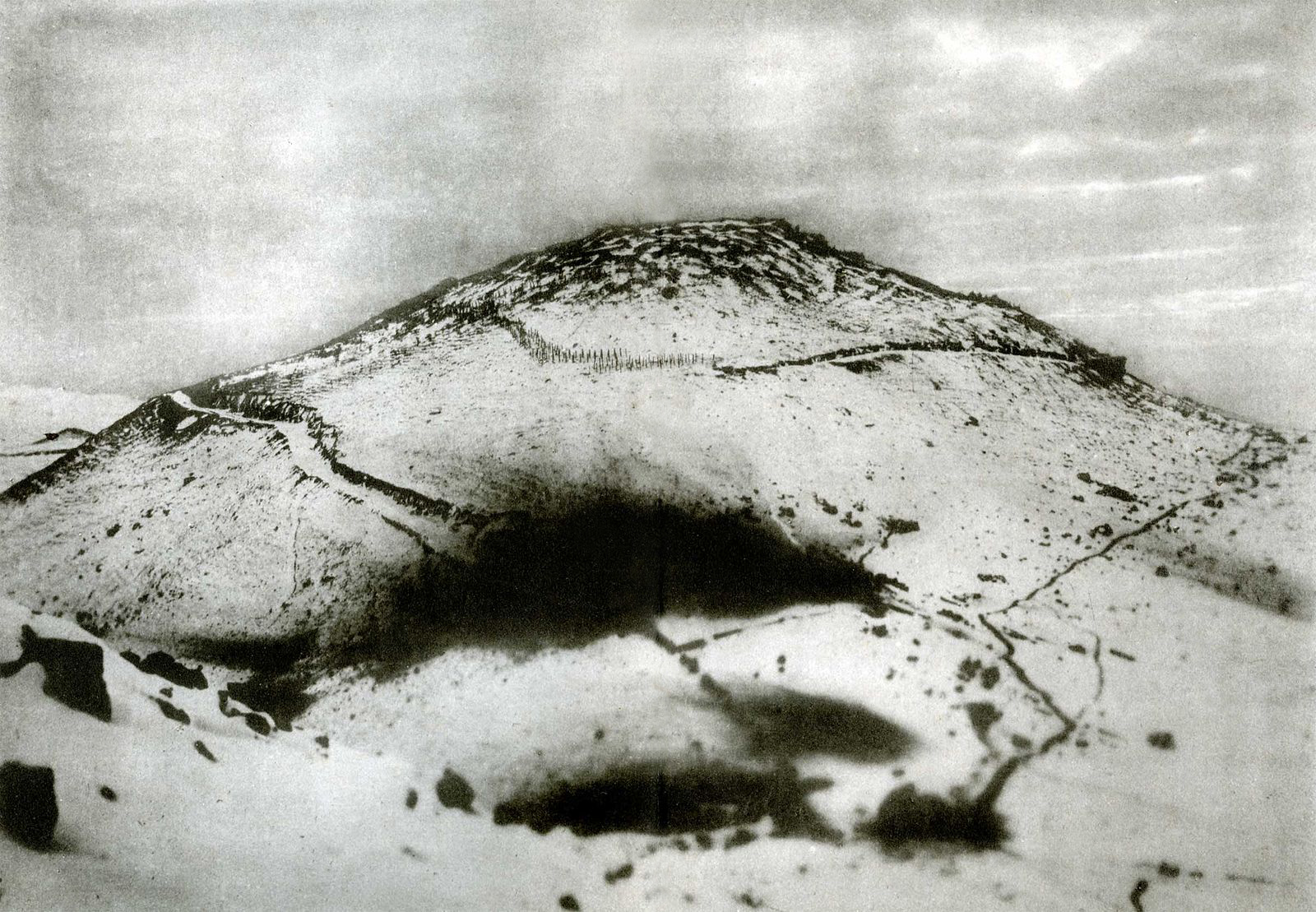
Vysoká hora protkaná zákopy v prosinci 1904

Necelý měsíc trvalo, než se Japonci odhodlali k druhému útoku. Zářijovým plánem bylo zaútočit na nejsevernější obranné pozice (jmenovitě na Kumirněnskou a Vodovodní redutu a na Vysokou a Dlouhou horu). Ziskem Vysoké hory by útočníci získali přehled o dění ve městě a dělostřelectvo by mohlo přímo bombardovat přístav s flotou. Japonská steč přišla 19. září a opět se setkala se zarputilým ruským odporem. Postupně sice padly obě reduty a pozice na Dlouhé hoře, ale carské jednotky na Vysoké hoře odrážely japonské útoky jeden za druhým za vydatné pomoci palby z kulometů a děl. Japonci jen během útoku na Vysokou horu ztratili na 3 500 mužů.

### Třetí útok – říjen 1904
Po dalším neúspěchu se generál Nogi dostal pod velký tlak nejen z vládních kruhů v Tokiu, ale i od těch civilních, které byly velice znepokojeny množstvím lidských ztrát. Plán třetího útoku byl naplánován tak, aby pád pevnosti nastal na císařovy narozeniny 3. listopadu. Samotnému útoku předcházela čtyřdenní dělostřelecká příprava a následně 30. října přišel útok po celé délce fronty. Hlavním japonským cílem bylo dobytí Fortu III. Rusové během celého útoku obratně přesouvali zálohy podle potřeby a znemožňovali japonským jednotkám průlom. Místo dobytí pevnosti se 3. listopadu konal japonský ústup. Útočníci napočítali na své straně přes 3 600 mrtvých.

### Čtvrtý útok – listopad 1904

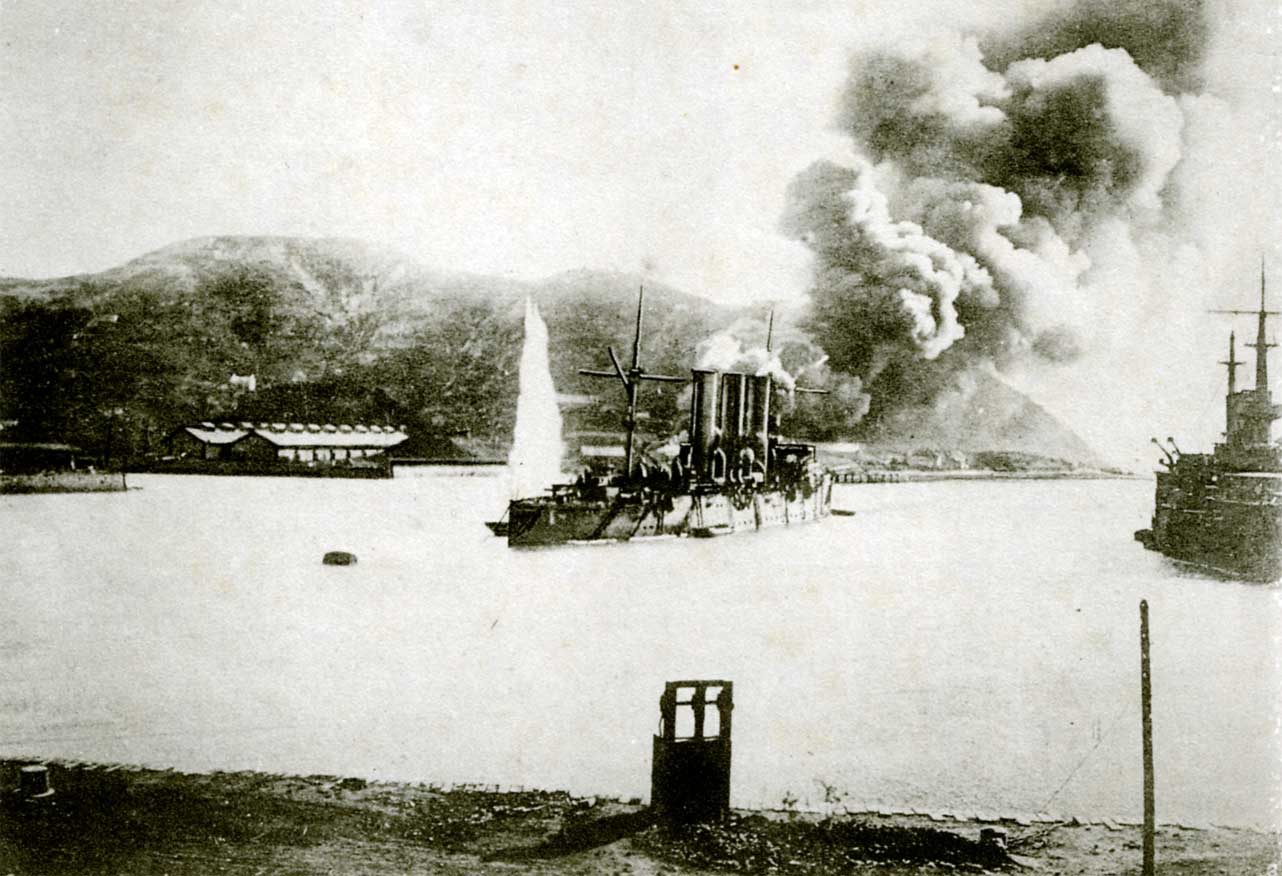
Křižník Pallada pod japonskou palbou

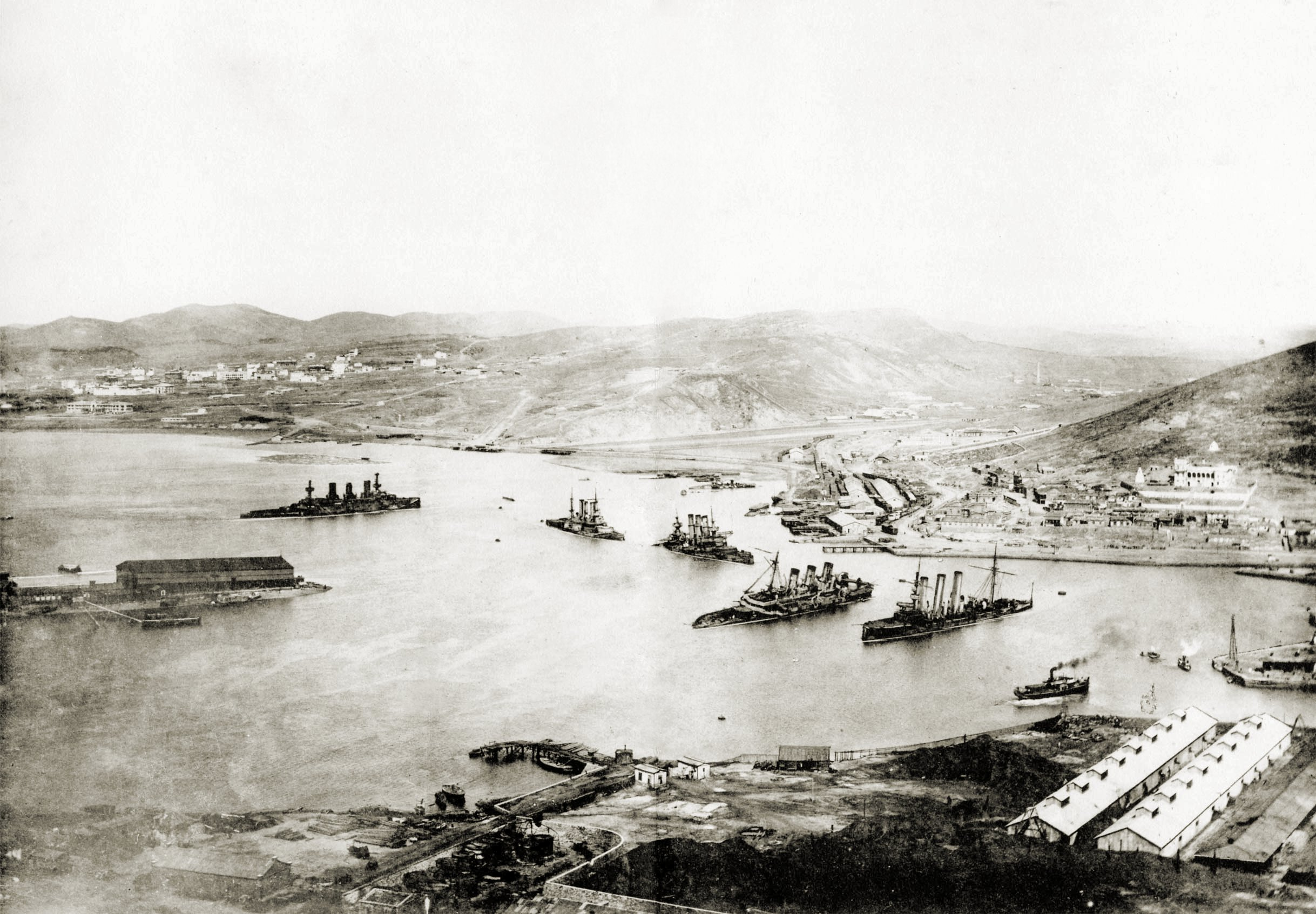
Vraky ruské floty v dobytém přístavu

Příchod zimy intenzitě bojů neubral na síle, ba naopak. Do Japonska se dostala zpráva, že obleženému přístavu připlouvá z Evropy na pomoc 2. tichomořská eskadra pod vedením viceadmirála Rožestvenského. Dobytí Vysoké hory a následné zničení Tichomořské floty v port-arthurském přístavu dostalo od vlády v Tokiu nejvyšší prioritu. Některé hlasy dokonce před útokem žádaly odvolání generála Nogiho z velení 3. armády. Japonský útok na pozice na Vysoké hoře začal 28. listopadu 1904. Hora, která bývá v anglických zdrojích označovaná ve volném překladu jako 203metrový kopec; Vrch 203 (anglicky 203 Meter Hill), byla původně bez obranných pozic. Rusové si ale brzo uvědomili její důležitost při možném obléhání města. Hora byla protkána železobetonovými pevnůstkami a zákopy s elektrickým ostnatým drátem, které ji spojovaly s okolními pevnostmi. Na vrcholu bylo betonem opevněné velitelství, kde sídlil veterán bitvy o Nan-šan generál Tretjakov. Japoncům se podařilo na počátku bitvy zabrat důležité pozice, ale následně byli ruskými jednotkami vytlačeni zpět. V podobném duchu pokračovala bitva po několik dní a množství mrtvých na obou stranách závratně rostlo. Rozhodnutí přišlo až 5. prosince, kdy byl během bombardování vážně raněn generál Tretjakov a Japoncům se podařilo znovu obsadit ruské pozice. Carská armáda se pokusila dvakrát dobýt pozice zpátky, ale již neúspěšně. Dobytí Vysoké hory byl první výrazný úspěch japonské armády od srpna 1904, který byl ale draze zaplacen. Japonci ztratili v bitvě na 8 000 mužů (poslední žijící syn generála Nogiho také padl při finálním útoku). Rusové ztratili na 6 000 mužů. Jejich obrana se začala pomalu rozpadat, ale bojům ale nebylo zdaleka konec.

### Pád pevnosti – prosinec 1904
Po dobytí Vysoké hory začali Japonci s ostřelováním přístavu a téměř okamžitě byla poslána ke dnu bitevní loď Poltava. Retvizan byl zničen 7. prosince a den na to ho následovali Peresvět a Poběda. Křižníky Pallada a Bajan šly ke dnu 9. prosince. Pod tíhou nepříznivé situace se bitevní loď Sevastopol a dalších 10 menších lodí pokusilo o proražení japonské blokády. Zbytek lodí byl samotnými Rusy potopen, a tak definitivně skončila činnost 1. tichomořské floty.
Posledním hřebíčkem byla pro ruskou obranu smrt oblíbeného a schopného generála Kondratěnka 15. prosince 1904. Poté začalo postupné stahovaní vojáků do vlastní pevnosti. Poslední útok Japonci zaměřili opět na Fort III a 28. prosince ho získali. Rusové se stáhli za druhou obrannou linii, ale o osudu obléhání již bylo rozhodnuto. Z Tichomořské floty již byly pouze vraky a pozemní vojsko bylo po dlouhém obléhání na konci sil, nemluvě o jeho morálce. Generál Stessel poslal 1. ledna 1905 generálu Nogimu žádost o zahájení jednání o kapitulaci. Kapitulace byla podepsána oběma stranami 2. ledna 1905.

## Odkazy

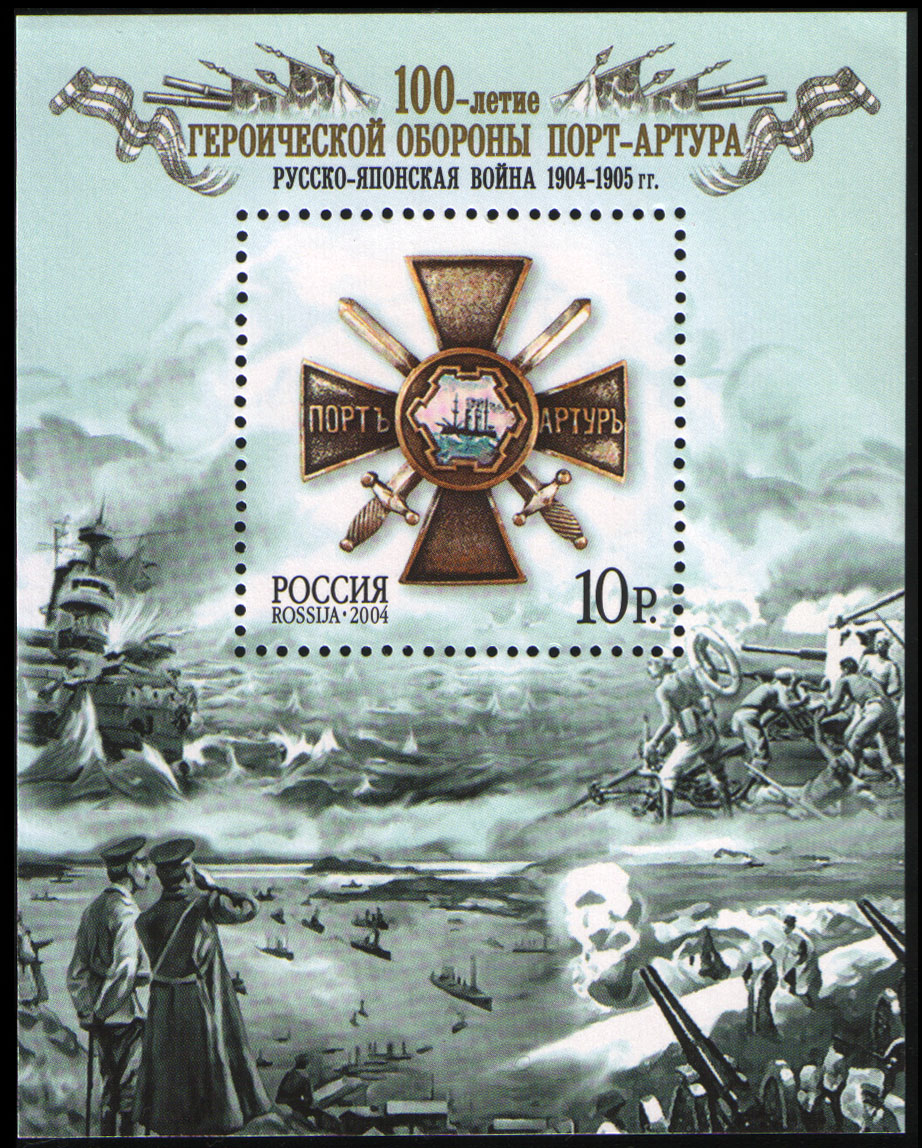
Ruská známka ke 100. výročí Hrdinné obrany Port Athuru

## Následné události

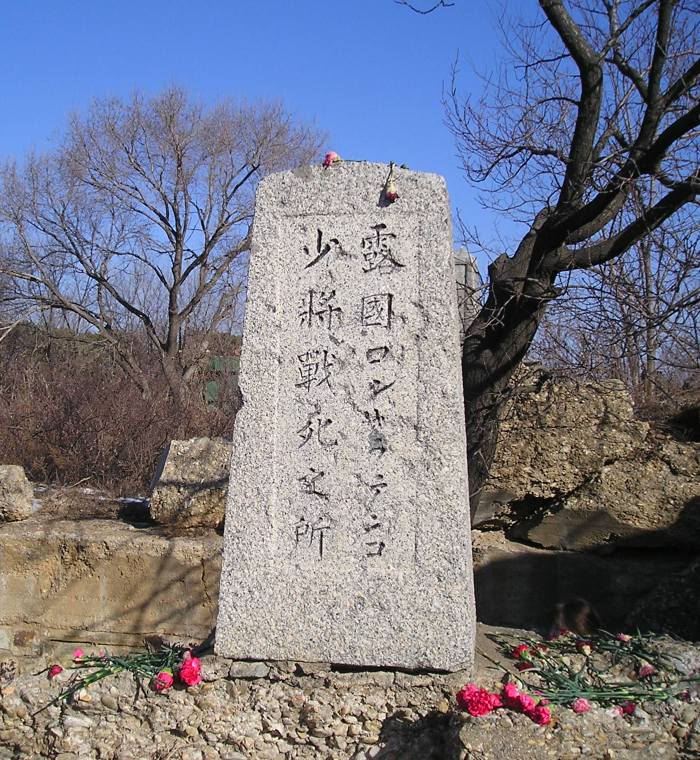
Náhrobní kámen generála Kondratěnka

Po předání pevnosti do japonských rukou přešlo do zajetí 868 ruských důstojníků (většině bylo umožněno odcestovat do Petrohradu, pokud dali čestné slovo, že se války již nijak nezúčastní), dále 23 491 bojeschopných vojáků, 8 956 námořníků a na 16 000 raněných a nemocných. Celkově Rusové ztratili 31 306 mužů (dohromady mrtví, zranění a nezvěstní). Počet mrtvých se odhaduje na 6 000. Ruští velitelé Stessel, Fokt a Smirnov byli po návratu do Petrohradu postaveni před vojenský soud a souzeni za předčasné odevzdání přístavu do japonských rukou.
Japonská třetí armáda se po obléhání musela obejít bez 57 780 mužů (dohromady mrtví, zranění a nezvěstní). Počet mrtvých se odhaduje na 14 000. V prvním čísle ještě chybí 33 769 mužů, kteří byli vyřazeni z boje kvůli nemocem (jen 21 023 vojáků trpělo na beri-beri). Po bitvě se celá armáda vydala na sever do Mandžuska, kde se v únoru 1905 účastnila rozhodující pozemní bitvy celé války, bitvy u Mukdenu. Po válce generál Nogi osobně navštívil japonského císaře a vylíčil mu události obléhání Port Arthuru. Jako gesto smíření za promarnění téměř 60 tisíc životů požádal císaře o dovolení vykonat seppuku. Císař mu povolení neudělil a nařídil mu, že musí žít tak dlouho jako samotný císař. Maresuke Nogi skutečně spáchal rituální sebevraždu v září 1912 krátce potom, co pohřební družina vynesla tělo mrtvého císaře z jeho paláce.